# 張茲闓
張茲闓（1900年8月31日—1983年5月1日），字麗門，廣東省樂昌縣人，清末舉人張昭芹之子，中華民國政治人物。
民國初，先入高等小學堂讀書，隨後就讀廣州高等師範附屬中學。後隨家移居北方，就讀天津南開中學，繼而升入南開大學，於1925年畢業。1928年，經南開大學張伯苓校長介紹，入北平中華教育文化基金會任會計。1931年年9月，由基金會派赴美國紐約花旗銀行實習，研究證券市場，兼入紐約大學進修工商管理。1932年獲碩士學位。隨即去英國倫敦，入政治經濟學院深造。翌年回國，仍在基金會服務，兼任北平交通大學教授。1938年任國民政府經濟部工礦調整處副處長兼財務組長，主持工礦設備內遷與補充工礦所需資金的通融以及動力供應等工作。民國33年，奉調戰時生產局任材料工業處處長。1945年，奉派為經濟部蘇浙皖三省及京滬兩市特派員，主持接收汪偽工礦產業。1947年，參與籌建中國石油公司，初任協理，1948年7月任總經理。1952年擔任財政部政務次長、經濟部部長、臺灣銀行董事長、外事部門顧問、美援運用委員會委員等官職。
1961年至1965年，任種德實業公司董事長。1962年2月，任中央銀行監事。1965年任教於台灣政治大學及私立淡江文理學院。1976年，任中興票券金融公司董事長。1977年，又被推為中美經濟合作策進會理事長。1981年獲頒二等卿雲勳章。同年，中華經濟研究院成立，被推為董事長。於1983年5月1日逝世，享年83歲，葬於陽明山第一公墓。

## 荣誉

### 中华民国勋章奖章
- 二等景星勳章（1963年6月6日[1]）

- 二等卿云勋章（1981年4月17日批准[2]）